# Petronela Vlhová
Petronela Vlhová (* 20. srpna 1980 Púchov) je slovenská sklářská výtvarnice a malířka.

## Život a kariéra
Petronela Vlhová vystudovala v letech 1995–1999 Střední uměleckoprůmyslovou školu sklářskou v Lednických Rovních. Svou absolventkou práci poprvé představila v roce 1999 na kolektivní výstavě školy na Trenčínském hradě. Pokračovala studiem oboru sklo na Katedře užitkového umění Vysoké školy výtvarných umění v Bratislavě pod vedením Juraje Gavuly, Milana Opálky a Viktora Oravce. Školu ukončila roku 2005.
Věnuje se tvorbě užitkového a uměleckého skla, designérské a interiérové tvorbě ze skla, maluje na sklo, dále se věnuje tvorbě skleněných šperků a volné malbě. Aktivně se účastní kolektivních výstav sklářské i malířské tvorby na Slovensku i v zahraničí. Za svá díla získala několik domácích i mezinárodních ocenění.[zdroj⁠?!]
V roce 2008 se zúčastnila prestižní soutěžní výstavy Perla Dell Adriatico v Grotammare v Itálii, kde získala mezinárodní cenu umění Perla Adrie – 1. místo za malbu ex aeguo.[zdroj⁠?!]
V roce 2010 absolvovala mezinárodní výstavu skla Glastec v Düsseldorfu v Německu. V roce 2011 vystavovala v Galerii Warnar v Holandsku. Od roku 2015 je uvedena v Oxfordské encyklopedii osobností České a Slovenské republiky.[zdroj⁠?!]
Uznáním byl výběr mezi díla, která státníci Slovenské republiky věnovali jako dary nejvyšším představitelům několika zemí v době jejich návštěvy Slovenska, např. při summitu Bush-Putin v Bratislavě.[zdroj⁠?!]

## Tvorba
Její skleněné objekty mají živočišný, bimorfní, tvarově členitý a variabilní, buněčný základ, ve kterém pulzuje život.[zdroj⁠?!] Zaujalo ji tajemství zrodu, vzniku a nekonečných metamorfóz života. V metaforách jejích skleněných příběhů se objevují především paralely světla a tmy, dne a noci, hybných sil věčného koloběhu přírody. Skleněné objekty ožívají zejména prostřednictvím barev, kterými je autorka malířsky dotváří. Stěnami barevného skla pronikají vzájemně se prolínající, světelně působivé vlásečnice kapilár, linií, struktur a sítí, které spojuje v mnohanásobné obraznosti. V duchu vlastního přesvědčení, že umění potřebuje okolo sebe lidi, aby mohlo existovat, jsou mnohé z její designérských solitérů i objektů volné tvorby určené na konkrétní použití.[zdroj?]
Od začátku tvorby zůstává pro ni určujícím tématem vzájemné spojení dvou celků. Vyjádřením harmonie, propojením ženského a mužského principu jin a jang. Pulzaci dvou protikladů, která žene lidstvo vpřed a je zdrojem energie. S duchovním podtextem hledá vzájemné vazby, symboly a souvislosti, konfrontaci jednoduchosti a složitosti, vědomí a podvědomí. Láska, jíž dává přednost na všech úrovních svého bytí, je základem a zároveň odrazem v její tvorbě.

Autorka se domnívá, že umění má být krásné, čisté a přinášející do světa hmoty něco oživujícího, nesmrtelného a věčného. Nechce malovat to, co tu už bylo, a tak si nachází nové cesty pro své vlastní jedinečné umělecké sebevyjádření.[zdroj⁠?!]

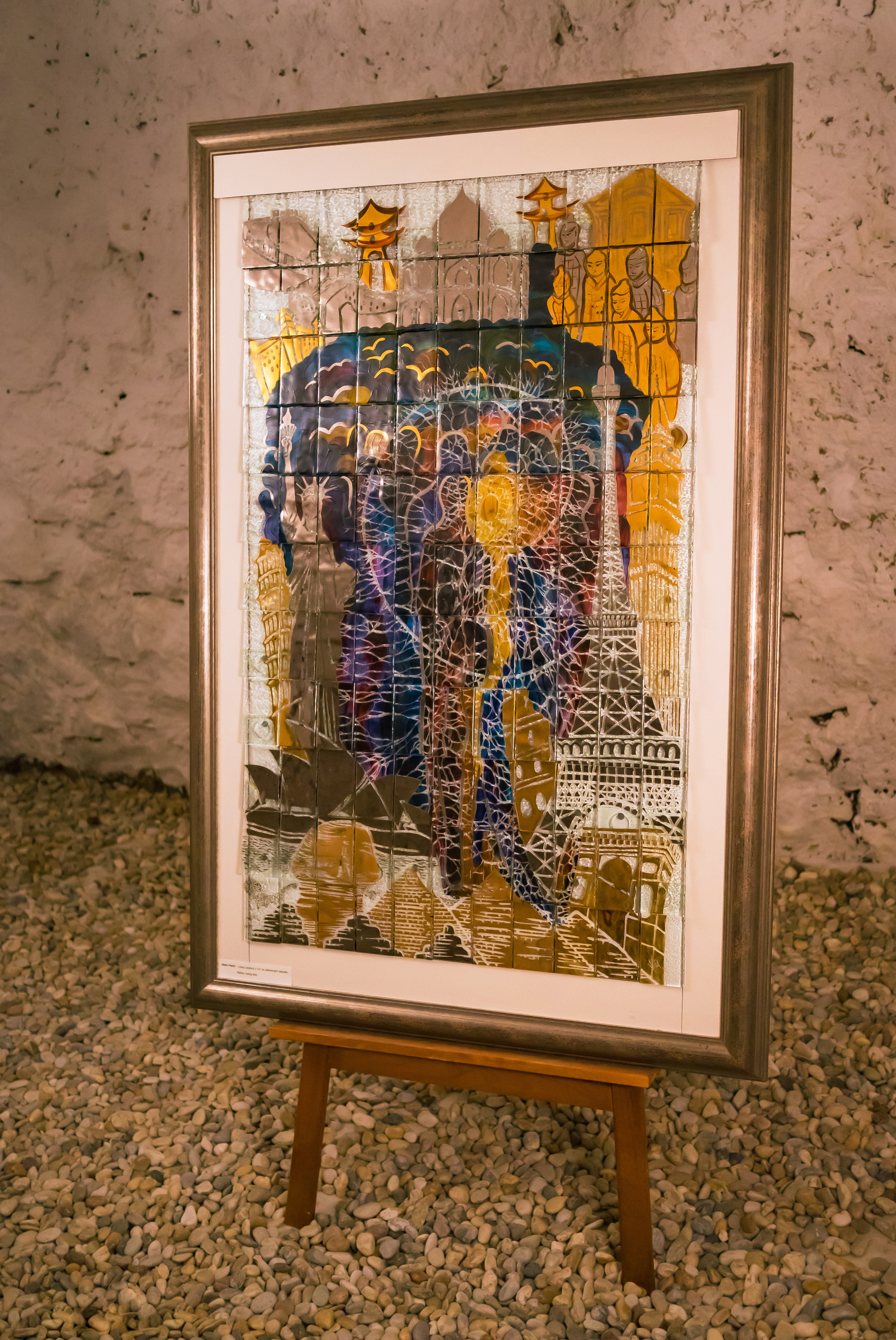
Skleněný obraz NANO PARTS

## Galerie

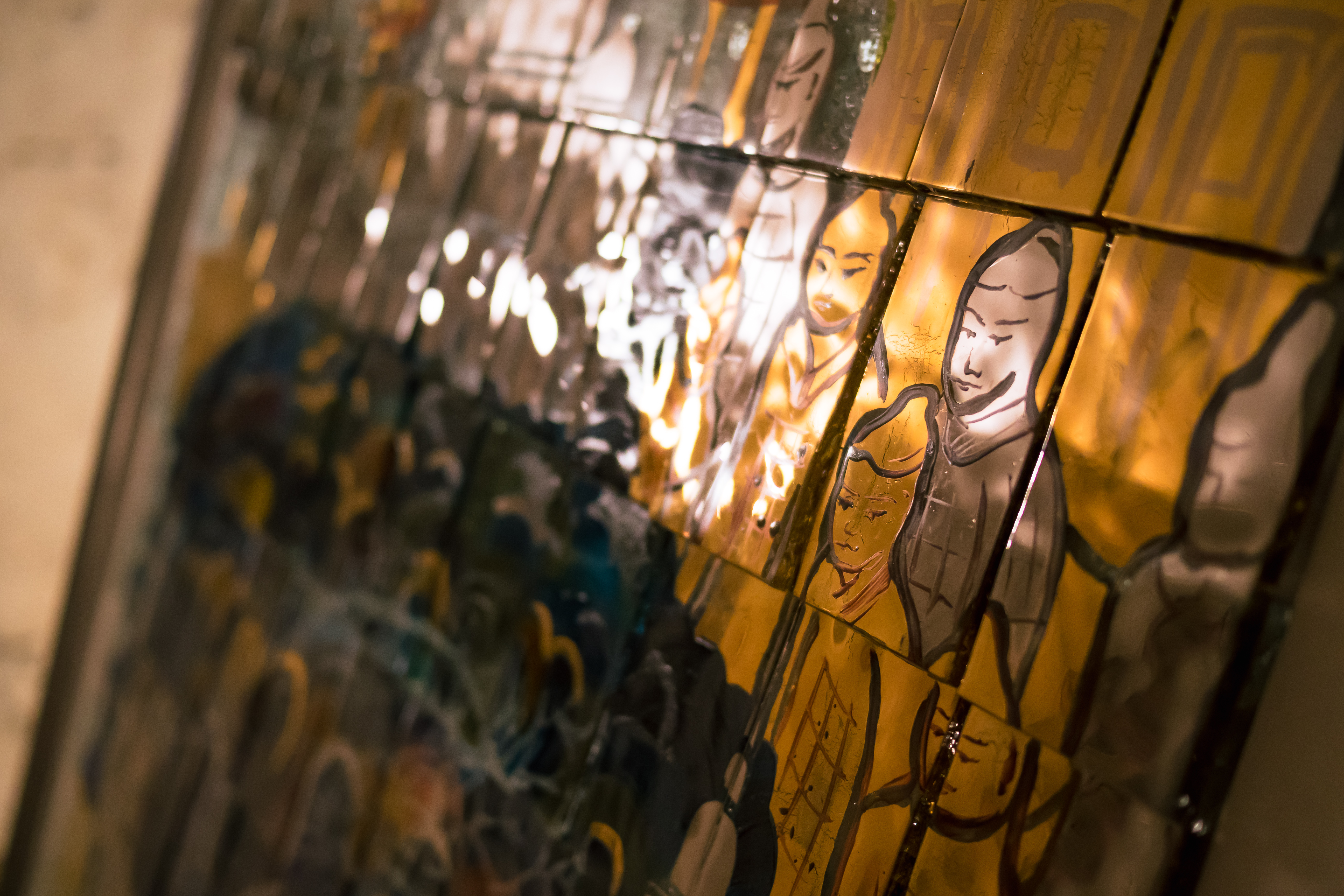
Skleněný obraz NANO PARTS: detail
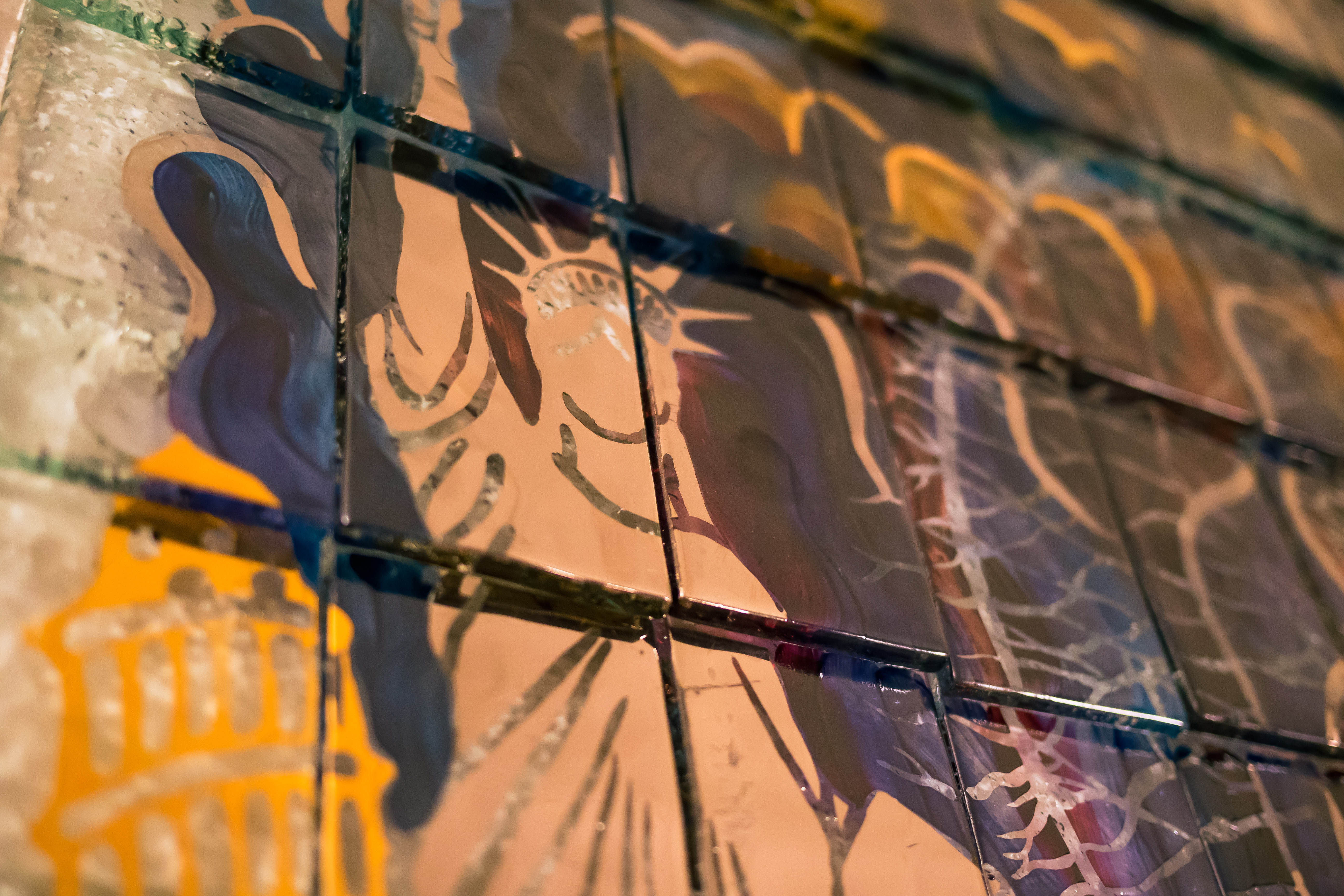
Skleněný obraz NANO PARTS: detail
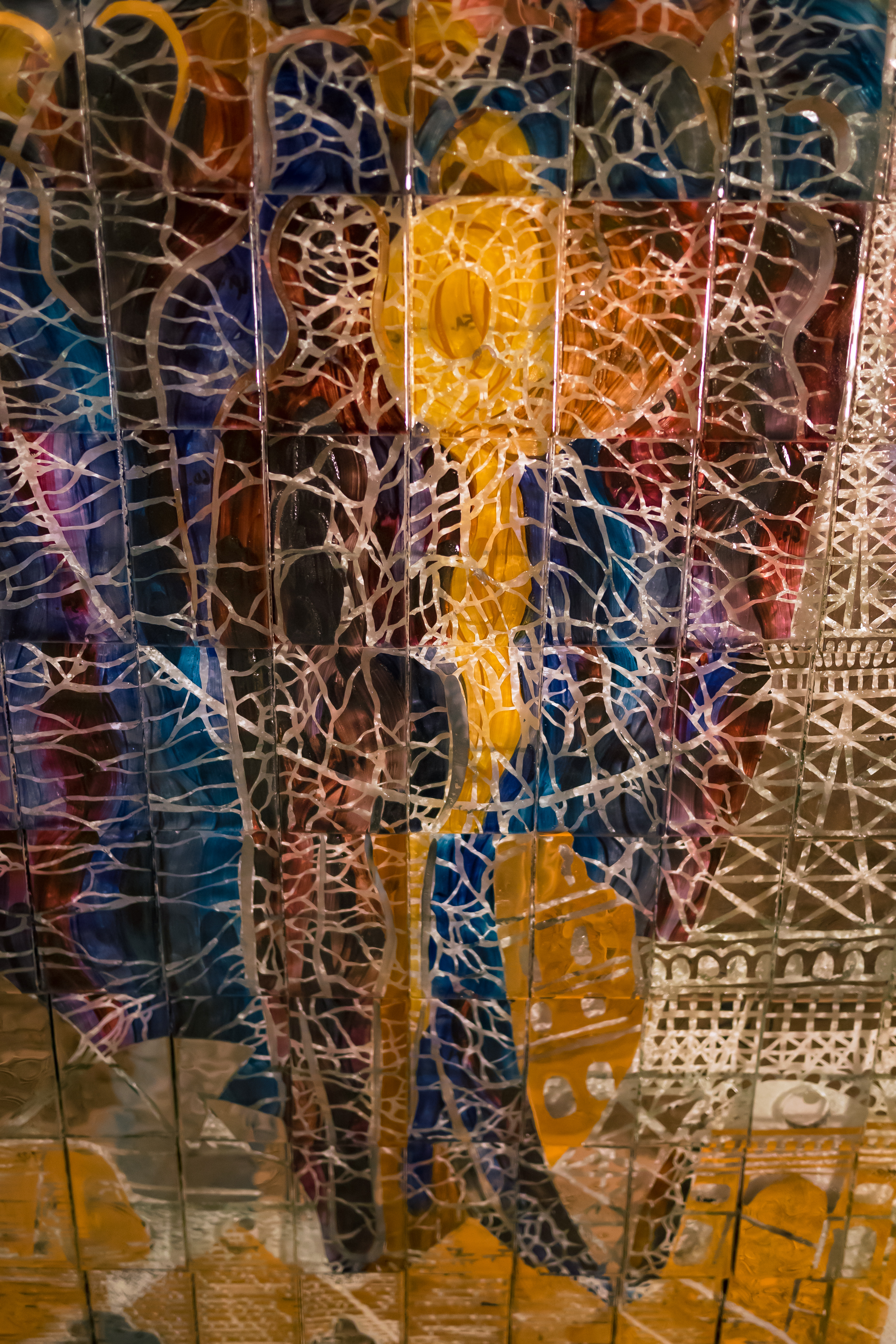
Skleněný obraz NANO PARTS: detail
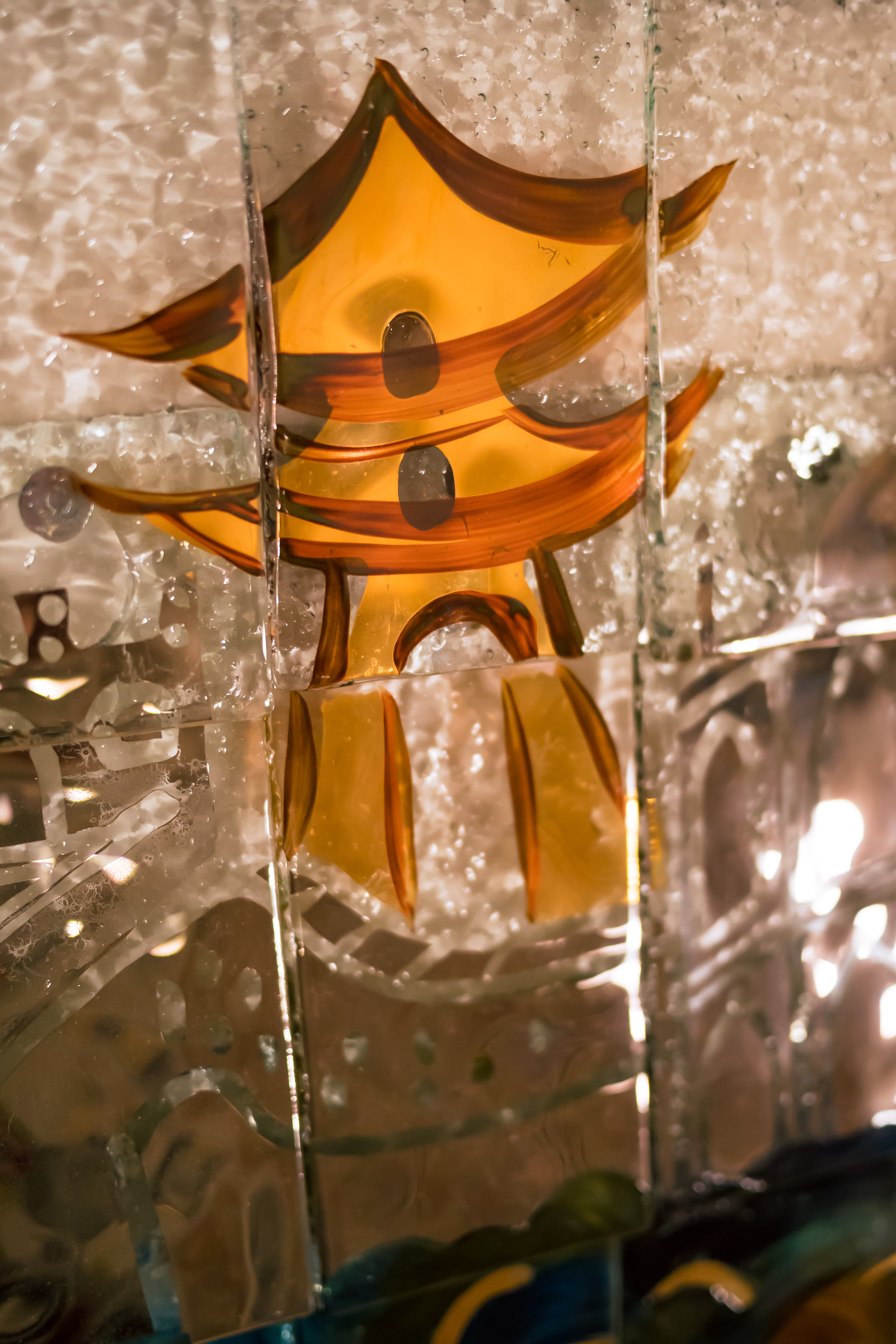
Skleněný obraz NANO PARTS: detail
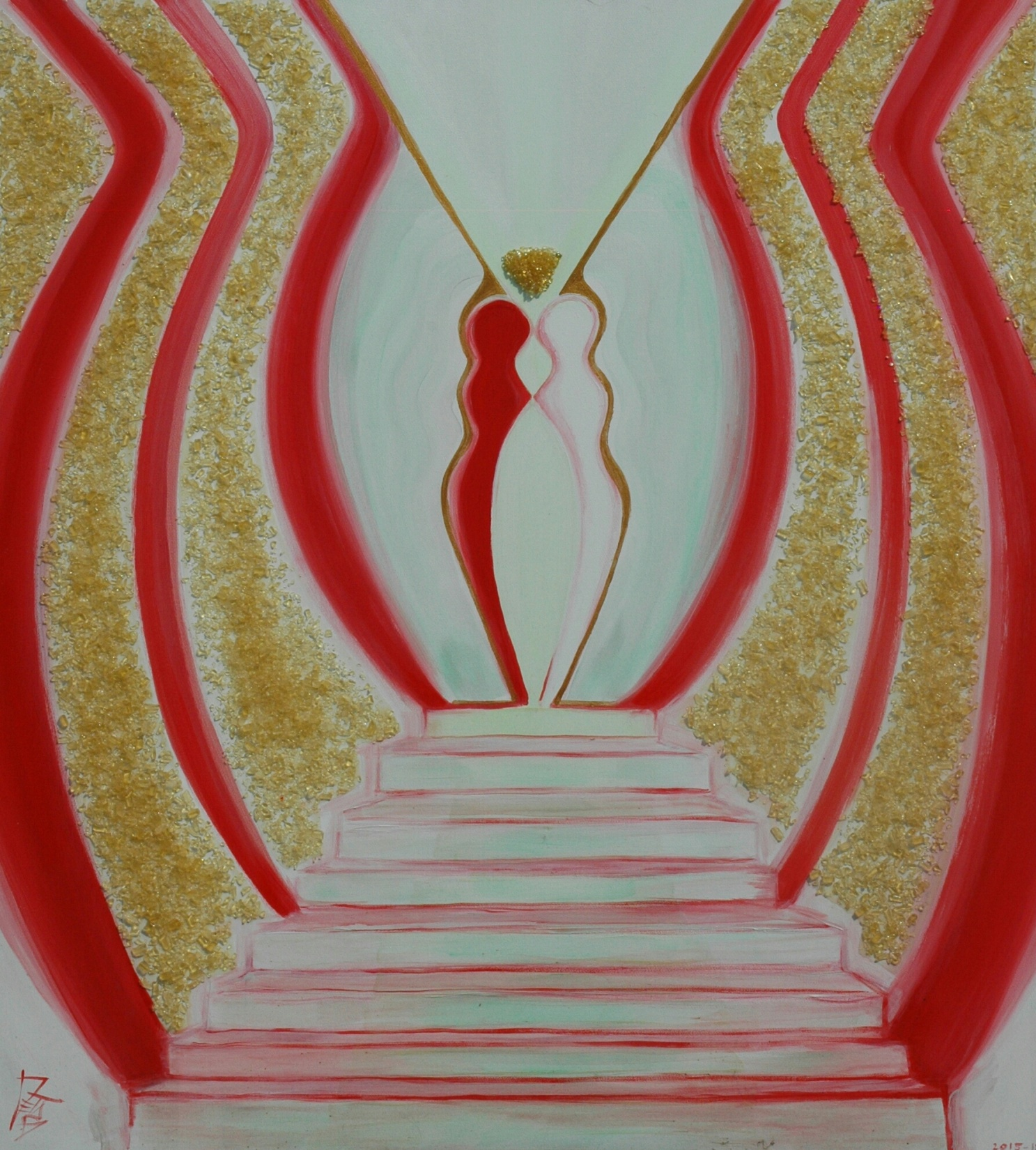
Obraz Sjednocení
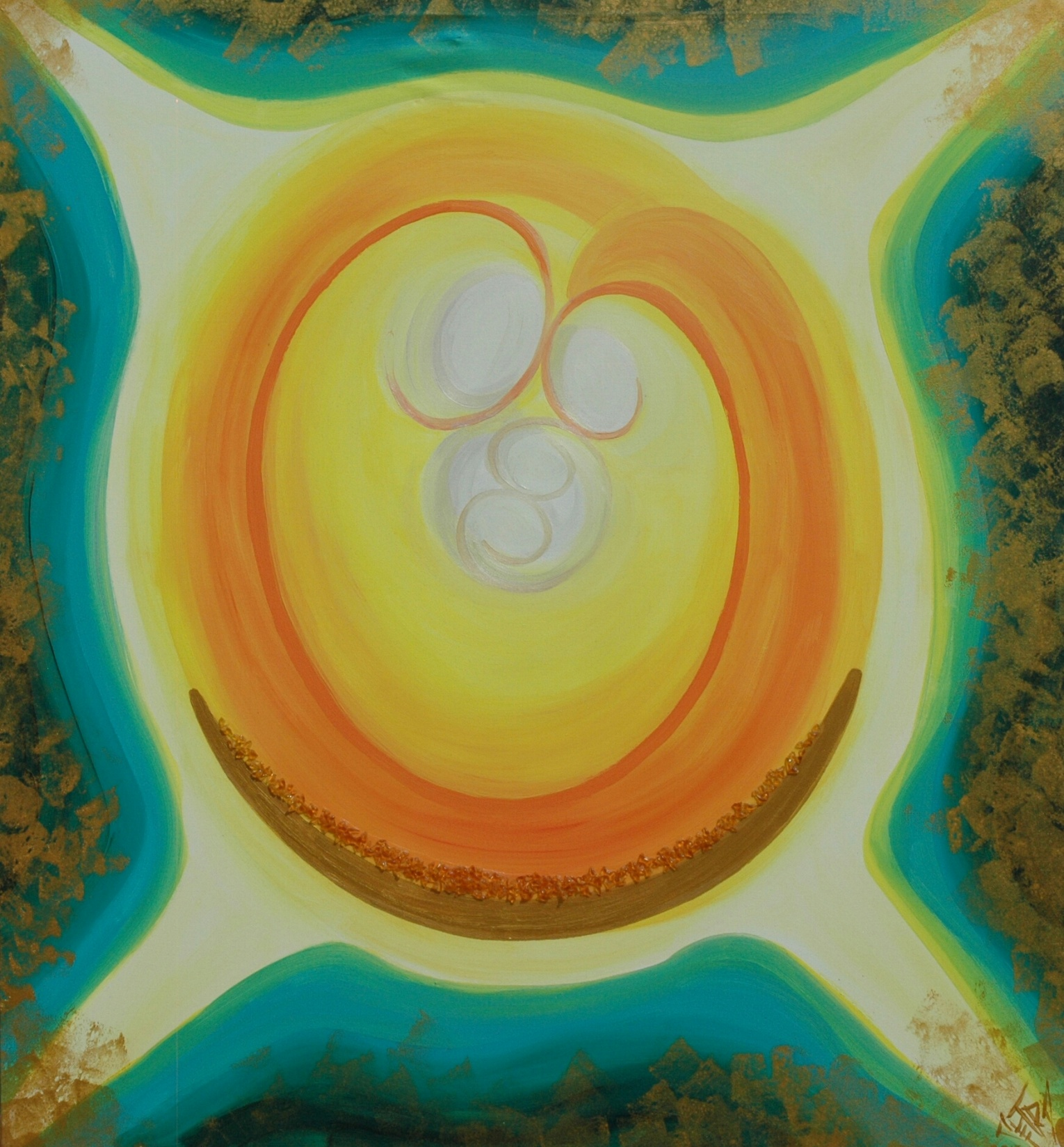
Obraz Odevzdání

## Výstavy
Tento seznam obsahuje encyklopedicky významné výstavy, k nimž existují nezávislé netriviální věrohodné zdroje.
| Rok  | Název výstavy                                          | Místo, jiné poznámky               |
| ---- | ------------------------------------------------------ | ---------------------------------- |
| 2010 | Autorská výstava – Sklo – Poselství světla             | Galerie M. A. Bazovského – Trenčín |
| 2018 | Kolektivní výstava skupiny Cont – Art                  | Rosenfeldov palác – Žilina         |
| 2019 | Autorská výstava Vernisáž 13. dimenze Petronely Vlhové | Divadlo Púchov                     |